# Sergueï Nilus
Sergueï Alexandrovitch Nilus (connu aussi comme Sergiei, Sergyei, Sergius, ou Serge, en russe Сергей Александрович Нилус), né le 9 septembre 1862, et mort le 14 janvier 1929, est un écrivain et éditeur russe.
Il fut l'un des premiers éditeurs des Protocoles des Sages de Sion. Plusieurs fois envoyé en prison sous le régime soviétique, il meurt en 1929 d'une crise cardiaque.

## Biographie
Il est le fils d'Alexandre Petrovitch Nilus, d'une famille d'émigrants suisses. Il étudie le droit à l'Université de Moscou. Par la suite, il s'installe à Biarritz, avant de retourner en Russie en 1902.

## Liste d'œuvres
- Le Grand dans le Petit ; l'Antéchrist est une possibilité politique imminente (1902 et 1905)
- La force de Dieu et la faiblesse humaine (1908)
- Le sacré sous le boisseau. Les secrets de l'esprit orthodoxe monacal (1911)
- Sur la rive du fleuve de Dieu (1911)
- L'Antéchrist approche et le règne du Diable sur terre est proche (1911)
- Il est proche, près des portes (1917)

## Traitement littéraire du personnage historique
- Lion Feuchtwanger: Les enfants Oppermann, éd. Métailié, 2023,  (ISBN 979-1022612432).
- Le Pendule de Foucault d'Umberto Eco, chapitre 12
- Sous les remparts de Chersonèse de Serge Boulgakov: Serge Nilus a été identifié comme le "Théologien laïc", antisémite, conservateur et volontiers apocalyptique, affrontant l'auteur qui s'identifiait au "Réfugié"[1]